# Bonussystem
Ein Bonussystem (oder Bonusprogramm) ist im Handel und Dienstleistungssektor ein Instrument der Kundenbindung oder ein Anreizsystem im Personalwesen.

## Funktionsweise
Grundlage eines Bonussystems ist die bei jedem Einkauf oder jeder Inanspruchnahme einer Dienstleistung erhaltene Gutschrift einer bestimmten, in Relation zum Verkaufs- oder Leistungspreis stehenden Mengeneinheit wie etwa Bonuspunkte, Bonusmeilen etc. Das Ansammeln einer bestimmten Menge dieser Einheit berechtigt den Kunden dann zu einer Auszahlung in Form von Sachprämien oder Bargeld (hier auch: „Cashback-System“).

## Bonussysteme der Kundenbindung
BSW. Der BonusClub wurde 1960 gegründet und ist damit das am längsten am Markt tätige bundesweite Bonussystem. Payback, das vor allem in den klassischen Vertriebswegen tätig ist, ist das zur Zeit am weitesten in Deutschland verbreitete System. Hierbei legt der Kunde beim Einkauf eine auf ihn ausgestellte Kundenkarte vor und bekommt den erworbenen Bonus auf seinem Kundenkonto beim bonusgewährenden Unternehmen gutgeschrieben. Als dritter großer Anbieter existiert die DeutschlandCard.
Seit einiger Zeit gibt es solche Systeme auch im E-Commerce, die vorwiegend als Cashback-System agieren. Einige Bonussysteme wie webmiles beschränken sich auf das Onlineshopping, Payback hingegen lässt sich sowohl im Einzelhandel als auch im Internet nutzen. Im Unterschied zu den klassischen Bonussystemen binden die im E-Commerce tätigen Unternehmen mittels Affiliate-Programmen eine wesentlich größere Zahl an Partnerunternehmen in ihr System ein. Des Weiteren erhalten Kunden dieser Bonussysteme oftmals bereits für das Registrieren auf der Webseite eines Partnerunternehmens eine Gutschrift. Die Anbieter vereinfachen das Bonussammeln im Internet beispielsweise durch Toolbars für Webbrowser und Apps für Mobiltelefone.
In der Beförderungswirtschaft sind bahn.bonus der Deutschen Bahn und Miles & More von Lufthansa etabliert.
Neuerdings werden Bonusprogramme auch genutzt, um Konsumenten entgegen traditioneller Bonussysteme zum verantwortungsvollen Konsumieren anzuhalten. Beispielsweise nutzt das Programm des Start-ups Wertewandel Bonuspunkte, um Konsumenten dauerhaft zum Kauf nachhaltiger, biologischer und fairer Produkte zu inspirieren. Im Gegensatz zu anderen Bonusprogrammen wird dabei auch auf das Sammeln, Analysieren und Verkaufen von Kundendaten verzichtet.
Eine Sonderform der Bonussysteme stellen die Bonusprogramme in der gesetzlichen Krankenversicherung in Deutschland dar. Zwar dienen diese ebenfalls vorrangig der Kundenbindung an eine bestimmte Krankenkasse, im Gegensatz zu den meisten herkömmlichen Bonussystemen sind sie allerdings nicht an eine zuvor getätigte finanzielle Leistung des „Kunden“ (genauer: des Versicherten) gegenüber der Krankenkasse gebunden. Stattdessen werden Maßnahmen zur Vorbeugung von Krankheiten (z. B. die Teilnahme an Vorsorgeuntersuchungen, Schutzimpfungen) und ein gesunder Lebensstil (z. B. regelmäßiger Sport im Verein oder Fitnessstudio, Nichtrauchen) mit Bar- oder Sachprämien belohnt. Mithilfe der Bonusprogramme versuchen die gesetzlichen Krankenkassen den allgemeinen Gesundheitszustand ihrer Versicherten zu verbessern, um langfristig ihre Behandlungskosten zu senken. Gleichzeitig sind Bonusmodelle in der Gesetzlichen Krankenversicherung (ebenso wie die prozentualen Zusatzbeiträge) ein verbreitetes Differenzierungsmerkmal im Wettbewerb der Krankenkassen untereinander.

## Bonus, Rabatt und Skonto
Bonus, Rabatt und Skonto lassen sich als Preisnachlass wie folgt einordnen:
| Preisnachlass | Merkmale | Arten/Bemerkungen                                                                                  |
| ------------- | --- | -------------------------------------------------------------------------------------------------- |
| Bonus         | ein nachträglicher Preisnachlass, der erst am Jahresultimo bei Erreichen oder Überschreiten eines bestimmten Absatzvolumens gewährt wird | Bonussysteme (BahnBonus, Miles & More, Payback), Cashback-Systeme                                  |
| Rabatt        | wird vom Listenpreis beim Kauf sofort abgezogen                                                                                          | Funktionsrabatt, Mengenrabatt, Naturalrabatt, Sonderrabatt, Treuerabatt, Zeitrabatt                |
| Skonto        | wird als Preisnachlass gewährt, wenn die Zahlungsfrist eingehalten wurde und bei Lieferung eine Barzahlung erfolgt.                      | Der Lieferant gewährt einen Lieferantenkredit und trägt bis zum Zahlungseingang ein Zahlungsrisiko |

Die drei Preisnachlässe unterscheiden sich vor allem durch den Zeitpunkt ihrer Gewährung.

## Personalwesen
Das Bonussystem ist im Personalwesen auch ein Anreizsystem, das für herausragende Arbeitsleistungen Bonuszahlungen in Aussicht stellt. Bonussysteme kommen als Anreizsysteme häufig in Großunternehmen vor. Es handelt sich um Vergütungssysteme im Rahmen des Performance Managements, die oft im Vertrieb einen Anreiz zur Leistungssteigerung bieten sollen. Sie müssen berücksichtigen, dass die Grundvergütung bereits eine hohe Arbeitsleistung entlohnt und deshalb nur für besondere Höchstleistungen oder Übererfüllungen von Unternehmenszielen vorgesehen sein dürfen (Overperformer). Sie sollen an langfristigen und nachhaltigen Zielen ausgerichtet und transparent sein. Vergütungssysteme sollen dagegen die Mitarbeiter nicht dazu verleiten, unangemessene Risiken einzugehen. Bonussysteme sind meist im Arbeitsvertrag, in Arbeitsanweisungen oder in der Betriebsvereinbarung geregelt.